# Munzee
Munzee är ett platsbaserat freemium-skattjaktspel för smartphones där platser måste hittas i verkligheten. Spelet liknar Geocaching men går ut på att skanna QR-koder istället, som man hittar med GPS-position, för att bevisa fyndet i stället för en loggbok. 
Munzee lanserades i Texas år 2011.
Det är nu spelat i mer än 188 länder runt om i världen, och det finns åtminstone en fysisk Munzee utplacerad på alla kontinenter, inklusive Antarktis. 
Munzees använder QR-koder, som ofta är dolda, och består ofta av väderbeständiga klistermärken. Platserna kan också märkas med en NFC-tagg. Både spelaren som placerat ut munzeen och den som hittar den får poäng. QR-koder på Munzees läses av med hjälp av en smartphoneapp för IOS, Android eller Windows. All data som genereras från spelarna hanteras på en central webbplattform.
Virtuella munzees finns också att köpa. Dessa visas i applistor och på kartor, och de kan "hittas" genom att smartphoneappen befinner sig inom 300 fot från den virtuella munzeens plats.
QR-koderna placeras av spelare på intressanta platser och är ofta tryckta på väderbeständiga klistermärken. Tidigare kunde platserna också markeras med en NFC-tagg, men denna funktion togs bort 2018. Dessa klistermärken heter Munzees. Både de som hittade och de gömda spelarna får poäng för att distribuera och hitta Munzees. 

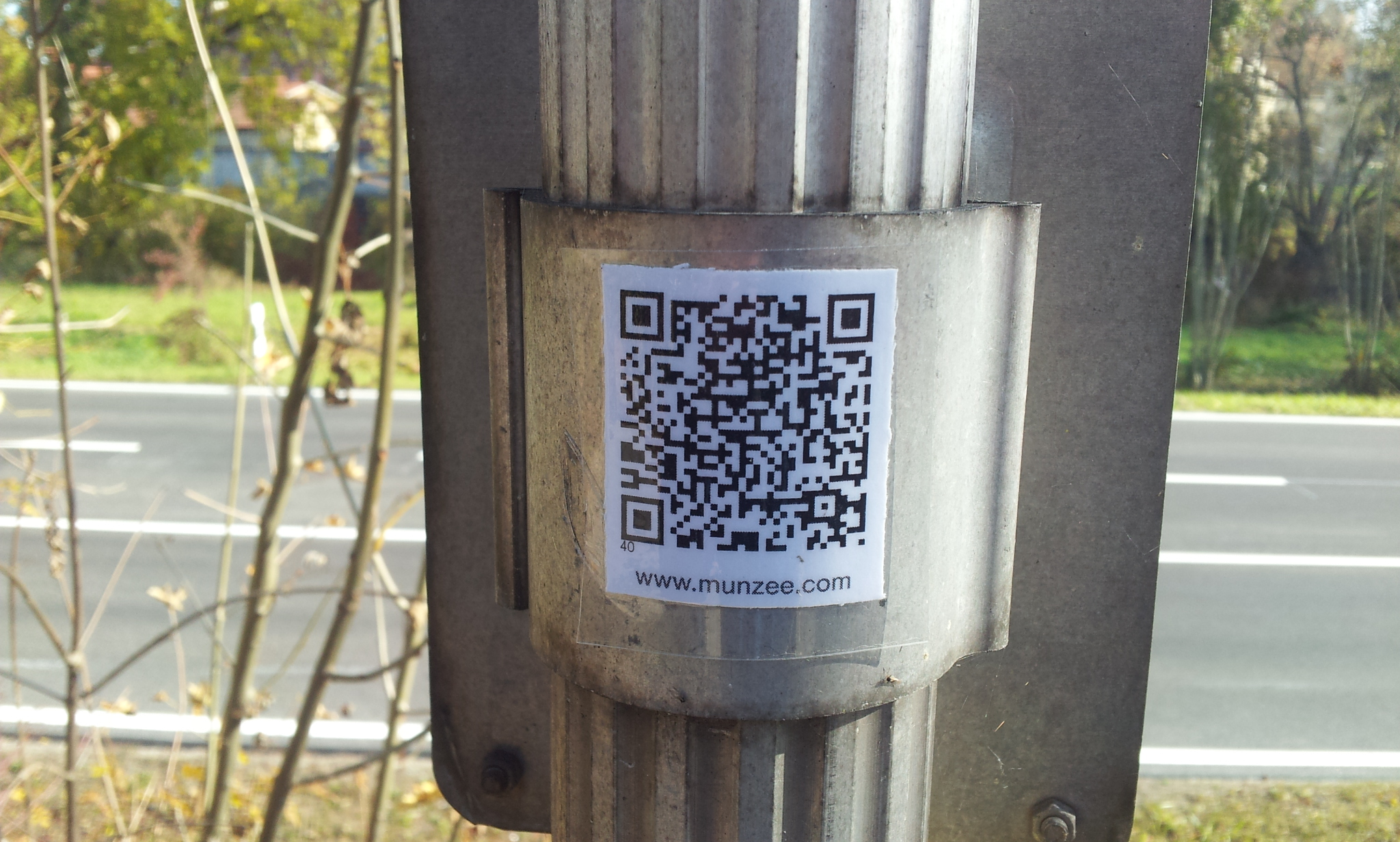
Munzee på baksidan av en trafikskylt

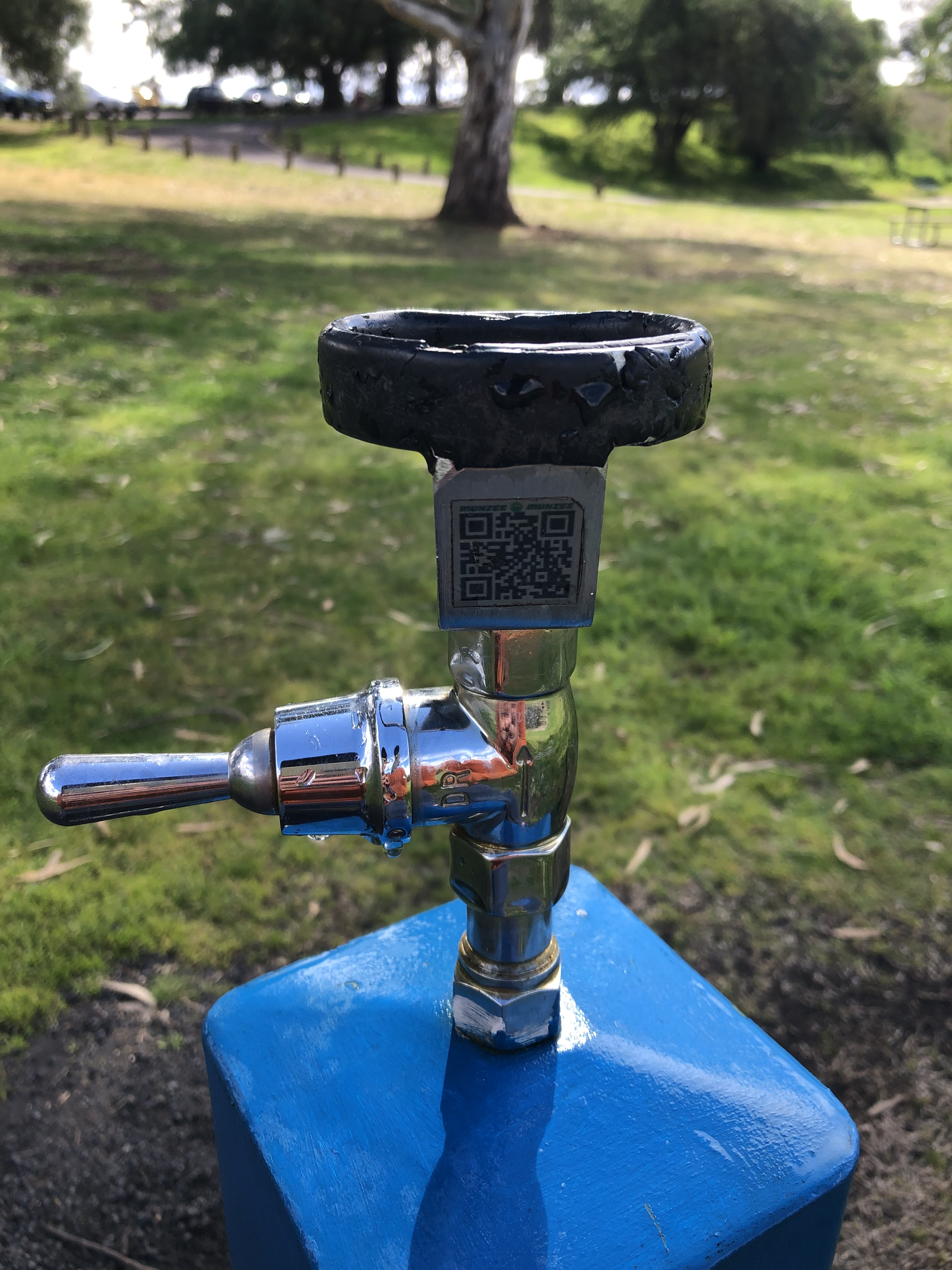
Greenie på en drickskran, Brimbank Park

## Historia
En vanlig missuppfattning är att idén till Munzee var inspirerad av Geocaching, ett spel där deltagarna söker efter en dold cache med hjälp av GPS-teknik. Men Munzee-grundaren Aaron Benzick (som aldrig har varit en geocacher) kom på idén att använda QR-koder för ett spel 2008, men smartphoneteknik och kapacitet var inte tillgänglig vid den tiden. Benzick och medgrundarna Scott Foster, Chris Pick och Josh Terkelsen lanserade spelet den 1 juli 2011. Termen Munzee härleddes från det tyska ordet för mynt, Münze. Eftersom domännamnet munze.com inte längre var tillgängligt lades ett "e" till, vilket också resulterade i vad företaget tyckte var ett klatschigt namn. Den ursprungliga idén var att använda pokermarker eller rundade mynt med QR-koder.